# Volkswagen Scirocco
Volkswagen Scirocco — переднеприводный компактный хетчбэк, серийно выпускавшийся в двух поколениях с 1974—1992 г.г. и с 2008—2017 г.г. в третьем поколении. Своё название автомобиль получил в честь сильного жаркого средиземноморского ветра Сирокко. 

## Первое поколение (1974)

### Разработка
Необходимость в создании нового спортивного автомобиля для Volkswagen назревала достаточно давно. Выпускавшийся с 1955 года Volkswagen Karmann-Ghia к началу 1970-х годов морально устарел, а в мировой автомобильной промышленности появилась тенденция к производству автомобилей с передним приводом. Группа инженеров из Audi и Volkswagen разработала современную переднеприводную платформу Volkswagen Group А1, на которой позже базировались Golf и Jetta первого поколения.
Работа над Scirocco была начата в начале 1970-х годов, проект перспективного хетчбэка носил внутризаводское название Typ 53. Основой для нового Scirocco послужила вышеупомянутая платформа A1, при этом почти все элементы автомобиля были модернизированы в пользу спортивного дизайна, смоделированного Джорджетто Джуджаро. Автомобиль получился более гладким и спортивным, чем Golf или Jetta.

### Производство
Запуск Scirocco в производство состоялся за шесть месяцев до Golf, для того, чтобы решить возникающие проблемы до производства больших объёмов хетчбэка. Серийная модель Scirocco была показана на Женевском автосалоне 1974 года, тогда же автомобиль поступил в продажу в Европе. Производством Scirocco занималась фирма «Karmann», которая до этого выпускала Karmann-Ghia.
Модель Scirocco имела в линейке рядные четырёхцилиндровые двигатели с рабочими объёмами от 1,1 до 1,6 л. Изначально автомобиль оснащался весьма маломощным мотором объёмом 1,1 литра (50 л.с.), этой мощности было слишком мало для спортивного автомобиля. На фоне более мощных в этом классе моделей, таких как Opel Manta и Ford Capri, на Scirocco стали предлагаться более мощные двигатели вплоть до 1,6 л.
Версия Scirocco GTi поступила в продажу летом 1976 года, в то время как культовый Golf GTI был представлен только осенью того же года. 1,6-литровый двигатель мощностью 110 л.с. (81 кВт) оснащался электронным впрыском топлива. Передние дисковые тормоза были вентилируемые, а стабилизаторы поперечной устойчивости также устанавливались на передней и задней подвеске. Внешне GTi отличалась шинами 175/70HR13, ковшеобразным передним фартуком и красной рамкой решётки радиатора.
На рынке США Scirocco был доступен с двигателем объёмом 1,7 л. Этот двигатель имел один верхний распределительный вал и два клапана на цилиндр. Экспортные Scirocco для американского рынка с 1979 года оснащались пятискоростными механическими коробками передач, а также была доступна трёхступенчатая автоматическая коробка передач.

### Рестайлинг
В августе 1975 года был сделан рестайлинг Scirocco. Вместо двух стеклоочистителей ветрового стекла стоял один большой.
В 1978 году передний сигнал поворота изменён с «плоского», видимого только спереди, на «загибающийся» к переднему крылу, который видно сбоку. Бампера лишились хрома и обзавелись резиновыми торцами.
В 1979 году зеркала заднего вида стали устанавливать с водительской и пассажирской сторон

### Лимитированные версии
Существовало множество лимитированных и специальных версий Scirocco на протяжении всего времени производства. Большинство различий связаны с цветами окраски кузова и отделкой. У специальных версий были свои названия: «Sidewinder», «Sidewinder II», «Champagne Edition», «Champagne Edition II» и «S». «Champagne Edition II» выпускался только в белом цвете с черными вставками. На североамериканских моделях 1980 года версия «S» продавалась в трех цветах: «Белые Альпы», «Черный» и «Красный Марс» с уникальными цветовыми акцентами. Затем последовала версия «S» 1981 года, автомобили которой были окрашены в «Серебристый Космос Металлик», «Серые Перистые Облака Металлик» и «Красный Марс» без цветовых акцентов. Выдвигающийся вручную люк на крыше стал опционально доступен сначала для версий «S», а затем и для остальных.

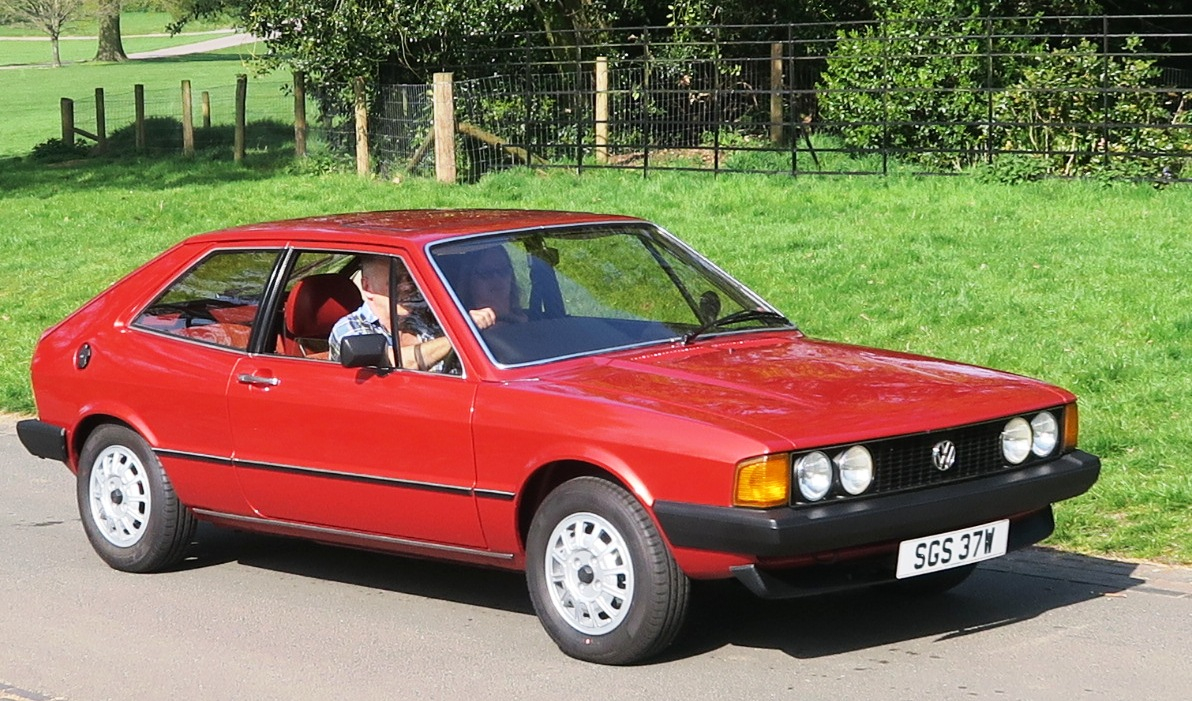
Volkswagen Scirocco (1976—1981)
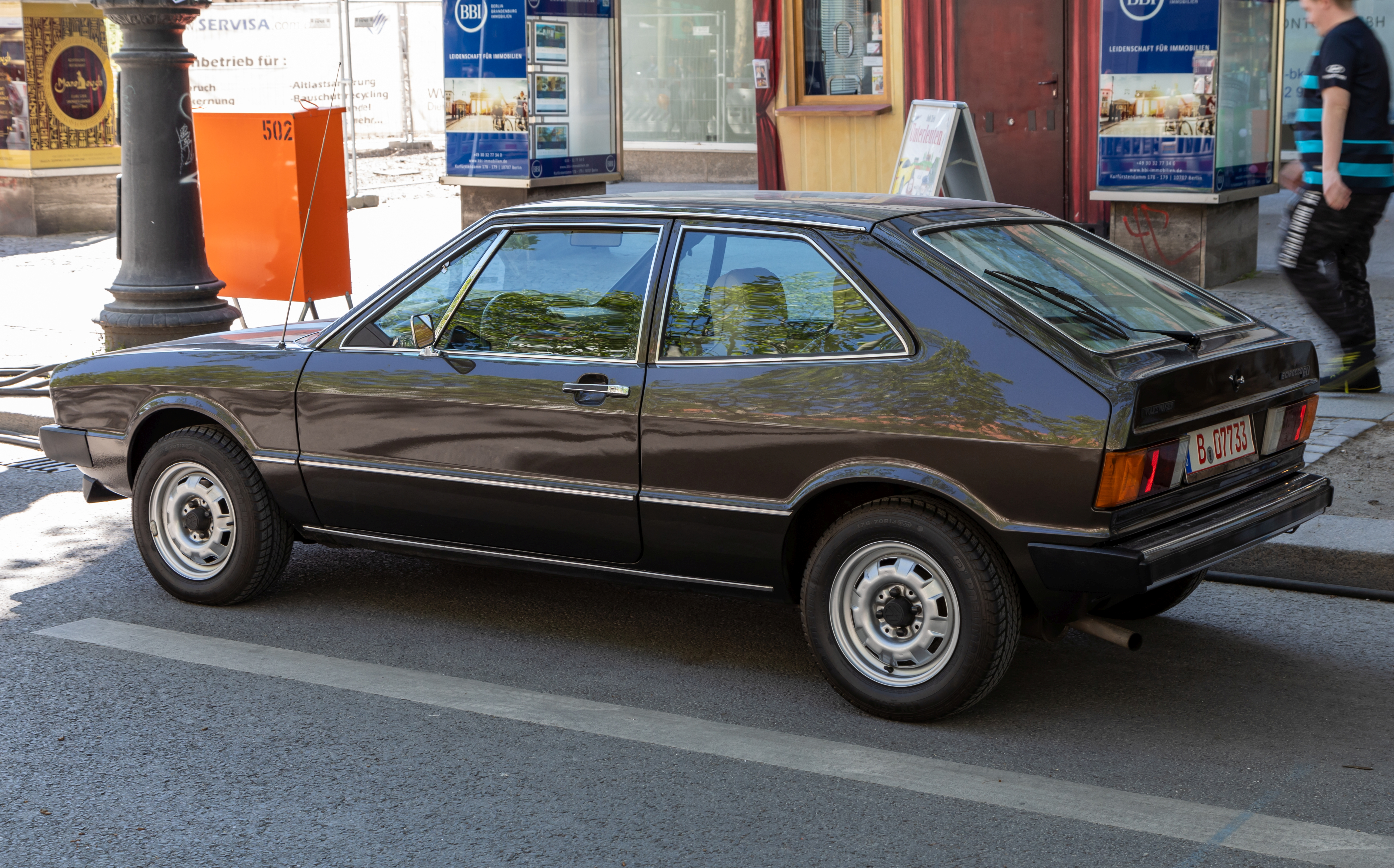
Вид сзади
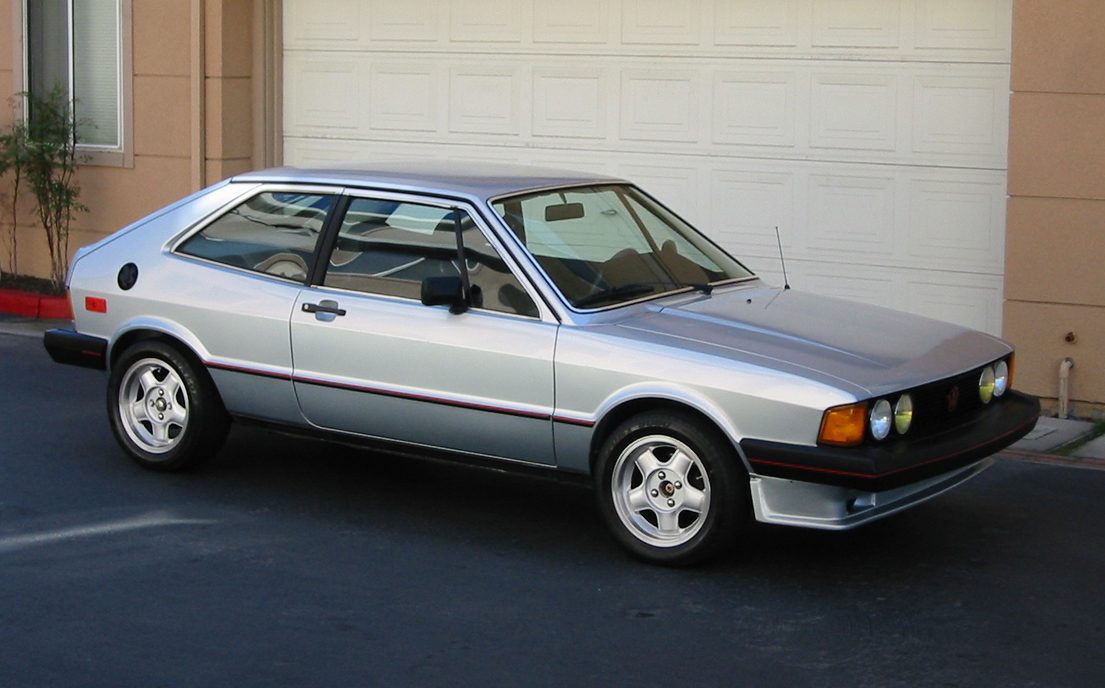
Американская версия Scirocco
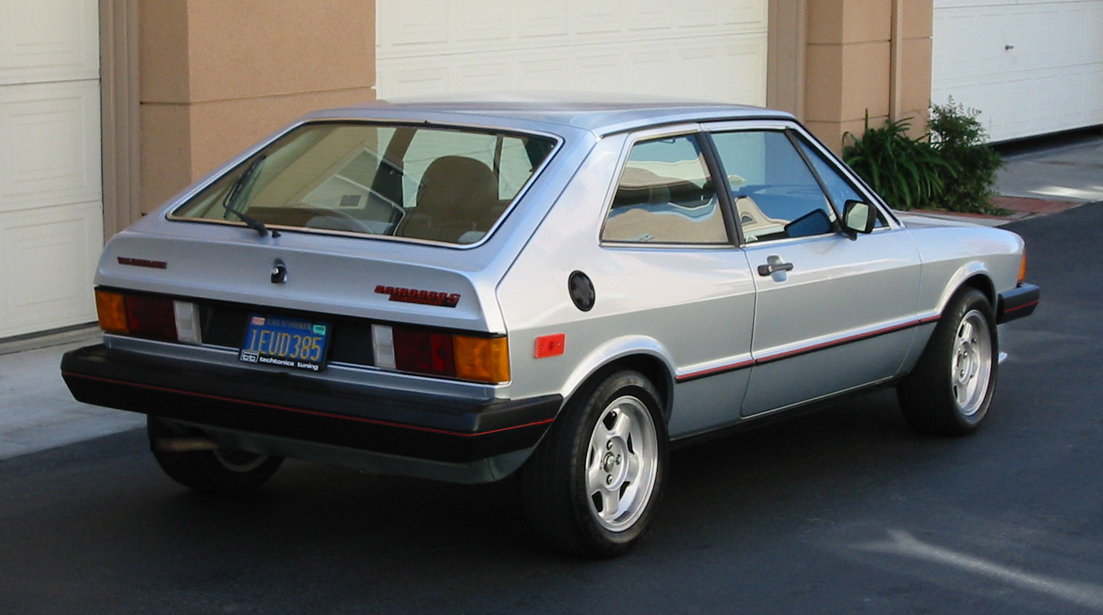
Вид сзади

## Второе поколение (1981)

### Обзор

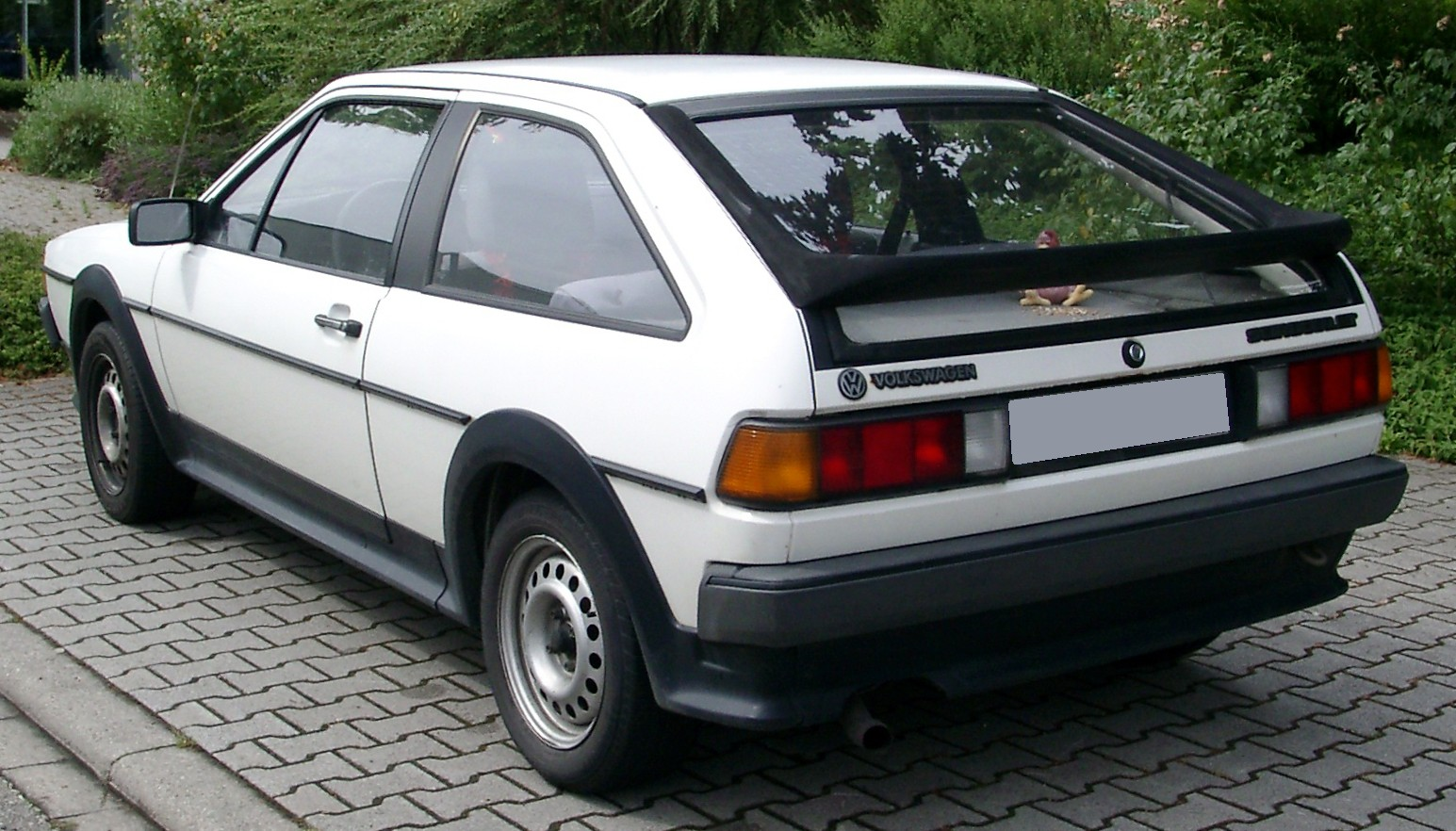
Вид сзади

Volkswagen Scirocco второго поколения (заводское обозначение Typ 53B) имел в своей основе платформу А1, однако в плане дизайна произошли сильные изменения. Новое поколение отличалось увеличенными свесами кузова спереди и сзади, увеличенным багажным отсеком и сниженным коэффициентом лобового сопротивления (0,38). Одной из особенностей Scirocco II было наличие заднего спойлера под задним стеклом. В салоне появилась новая приборная панель с более плавными линиями дизайна.
Scirocco II был впервые показан на Женевском автосалоне в марте 1981 года, в мае того же года начались продажи новой модели. Из-за высокой стоимости Scirocco II пользовался не слишком высоким спросом; в 1981 году цена самой доступной модели с двигателем мощностью 60 л.с. (44 кВт) составляла 16 755 DM — дороже предыдущего поколения.
Рабочие объёмы устанавливаемых двигателей варьировались от 1,3 до 1,8 литров. Мощность варьировалась от 60 л.с. (44 кВт) до 112 л.с (82 кВт) для 8-клапанных двигателей либо 129 л.с. (95 кВт), либо 139 л.с. (102 кВт) для 16-клапанных двигателей.

### Модернизация
В 1983 году на Международном автосалоне во Франкфурте-на-Майне Volkswagen продемонстрировал Scirocco с 16-клапанный двигателем, мощностью 139 л.с. (102 кВт), разработанный инженерами фирмы «Oettinger Performance» и вошедший в модельный ряд VW в июле 1985 года.
В 1984 году произошли небольшие изменения, по сравнению с моделью 1982 года: удалили спойлер (о котором сказано выше), переработали компрессор кондиционера, а также модифицировали главный тормозной цилиндр, работу его клапанов и выключатель стоп-сигнала с главного тормозного цилиндра переставили на педаль тормоза.
Для увеличения объёма топливного бака изменено расположение запасного колеса. Кожаный салон, электрические стеклоподъёмники и зеркала, кондиционер и ручной люк на крыше оставались стандартными опциями. Мощность двигателя и крутящий момент постоянно увеличивались на протяжении многих лет.
На автомобили 1984 модельного года были возвращены два стеклоочистителя. Модели 1982 и 1983 годов выпускались с двигателем мощностью в 74 л.с. (55 кВт) и крутящим моментом 120 Н•м, код двигателя — EN.
Для моделей 1984 года моторы имели мощность 90 л.с. (67 кВт) и крутящий момент 140 Нм, код двигателя был JH. В середине 1986 года в Соединенных Штатах и Канаде была выпущена модель с 16-клапанным двигателем. У этой модели была широкая «юбка» бамперов, большие задние спойлеры, и расширенные арки колёс, что сделано для отличия её от Scirocco с 8-клапанным двигателем. Код 16-клапанного двигателя для США — PL (с 123 л.с. (92 кВт) и 160 Нм крутящего момента), а для Европы код KR (139 л.с. (104 кВт)). Продажи Scirocco в США прекратились в 1988 году, в 1989 году в Канаде.
В связи с необходимостью повышения престижа VW, Scirocco был заменён моделью Corrado, которая появилась в продаже в 1989 году. После появления Corrado, количество предлагаемых комплектаций для Scirocco уменьшилось (осталось всего два двигателя: карбюраторный 1,6 л. (53 кВт; 72 л.с.) и 1,8 л. (70 кВт; 95 л.с.); обе версии оснащались каталитическим нейтрализатором).
В 1990 году двигатель 16V снова вошёл в модельный ряд — из-за мощностного разрыва между Scirocco мощностью 95 л.с. и Corrado мощностью 160 л.с., что положительно повлияло на показатели продаж. Двигатель мощностью 72 л.с. была исключён из модельного ряда. До прекращения производства в сентябре 1992 года в продаже всё ещё оставались Scirocco GT II и Scirocco Scala (до августа 1991 года).
После того, как было построено 291 497 экземпляров, 7 сентября 1992 года в Оснабрюке с конвейера сошёл последний Scirocco II

### Оснащение
В зависимости от модельного года и страны существовало множество комплектаций, включая: L, CL, GL, LS, GLS, GLI, GT, GTI, GTL, GTS, GTX, GT II, Scala, GT 16V и GTX 16V. Также выпускались специальные ограниченные версии, такие как: «California Edition» (1983, США), «Storm» (1984, Великобритания), «White Cat» (1985, Европа), «Tropic» (1986, Европа), «Wolfsburg Edition» (1983-1985, США и Канада) и «Slegato» (1988, Канада). Эти специальные модели, как правило, отличались нестандартными сочетаниями цветов интерьера и экстерьера, легкосплавными дисками и имели уникальный набор опций:
- раздвижной люк на крышу;
- галогенные противотуманные фары;
- трехфазный генератор на 90 А;
- подогрев сидений;
- гидроусилитель руля;
- полка под магнитолу;
- стеклоочиститель заднего стекла и омыватель с разными режимами работы;
- на выбор предлагалась одна из кассетных магнитол «Alpha», «Beta» или «Gamma»;
- электрические стеклоподъемники;
- цифровая приборная панель «Digifiz» (нем. digitales Fahrerinformationszentrum);
- зеркала заднего вида с электроприводом;
- фароочистители;
- кондиционер.

## Третье поколение (2008)
Концепт-кар Scirocco был показан в 2006 году на Парижском автосалоне под названием Iroc, позже название было изменено на Scirocco. Новый Scirocco был схож со своими предшественниками только по названию и типу кузова. В техническом плане Scirocco был почти идентичен модели Golf пятого поколения и также базировался на платформе A5 (PQ35), однако имел весьма оригинальный дизайн.
Производство новой модели Scirocco началось в 2008 году на сборочном заводе «Autoeuropa» в Палмела, Португалия. Тогда же начались продажи в Европе и России. В США модель официально не продавалась из-за возможного негативного влияния на продажи Golf GTI.
Scirocco получил четыре варианта бензиновых двигателей и два варианта дизельных двигателей: Volkswagen TSI 120 л.с. (89 кВт), 158 л.с. (118 кВт) и 200 л.с. (150 кВт), а также 200 л.с. 2.0T FSI (который также устанавливали на Golf GTI, Jetta и Passat) и дизельные двигатели TDI 2.0 138 л.с. (103 кВт) и 168 л.с. (125 кВт) (в настоящее время устанавливаются в Tiguan).

### Scirocco R (2009—2017)
Scirocco R — специальная спортивная версия с двухлитровым бензиновым двигателем (265 л. с.) и раздвоенной выхлопной системой. Двигатель работал в паре с 6-ступенчатой механической коробкой передач или DSG. Также Scirocco R оснащался фирменной системой электронной блокировки межколёсного дифференциала (XDS).
Внешне Scirocco R отличается большими отверстиями для забора воздуха в переднем бампере, встроенным передним спойлером, ксеноновыми фарами, увеличенным задним спойлером на крыше и 19-дюймовыми легкосплавными дисками «Talladega».
В сентябре 2014 года модель R претерпела изменения в дизайне автомобиля и увеличила мощность до 276 л.с. (280 л.с.; 206 кВт).

### Рестайлинг
В 2014 году Volkswagen представил на Женевском автосалоне рестайлинговую версию Scirocco. Внешние изменения не были очень заметны, поскольку Volkswagen установил лишь слегка перепрофилированный бампер, новые биксеноновые фары со светодиодными дневными ходовыми огнями, а также изменил решётку радиатора. Сзади появились рестайлинговые светодиодные задние фонари, а также переработанный бампер и крышка багажника.
До рестайлинга, Scirocco был представлен в России с тремя бензиновыми моторами TSI мощностью 122, 160 и 210 л.с. Вся линейка двигателей, после рестайлинга, получила прибавку мощности: в 3, 20 и 10 л.с. и повышение экономичности на 19%.
В конце августа 2017 года производство модели Scirocco завершено. После снятия хетчбэка VW Scirocco с производства преемственной модели не появилось. Популярность трёхдверных хетчбэков в Европе к тому моменту сильно снизилась, а спрос сместился в сторону кроссоверов.

### Безопасность
| Euro NCAP                                            | Euro NCAP | Euro NCAP | Euro NCAP             |
| ---------------------------------------------------- | --------- | --------- | --------------------- |
| · общий рейтинг                                      |           |           |                       |
| 87%                                                  | 73%       | 53%       | 71%                   |
| взрослый пассажир                                    | ребёнок   | пешеход   | активная безопасность |
| Протестированная модель: VW Scirocco 1,4, LHD (2009) |           |           |                       |

### В автоспорте
В мае 2008 года на трассе 24 часа Нюрбургринга три новых Volkswagen Scirocco обошли в боевых условиях свыше 200 автомобилей более высокой мощности, закончили на 11, 15 и 32 местах. Бывалый гонщик Ханс Иоахим Штук, пилотировавший данную марку, занял 11 место, Карлос Сайнс занял 15 место, Альтфрид Хегер – 32 место. Прямые конкуренты в виде двух автомобилей Opel Astra GTC, c водителями, отобранными из 18 000 кандидатов, были решительно побиты.

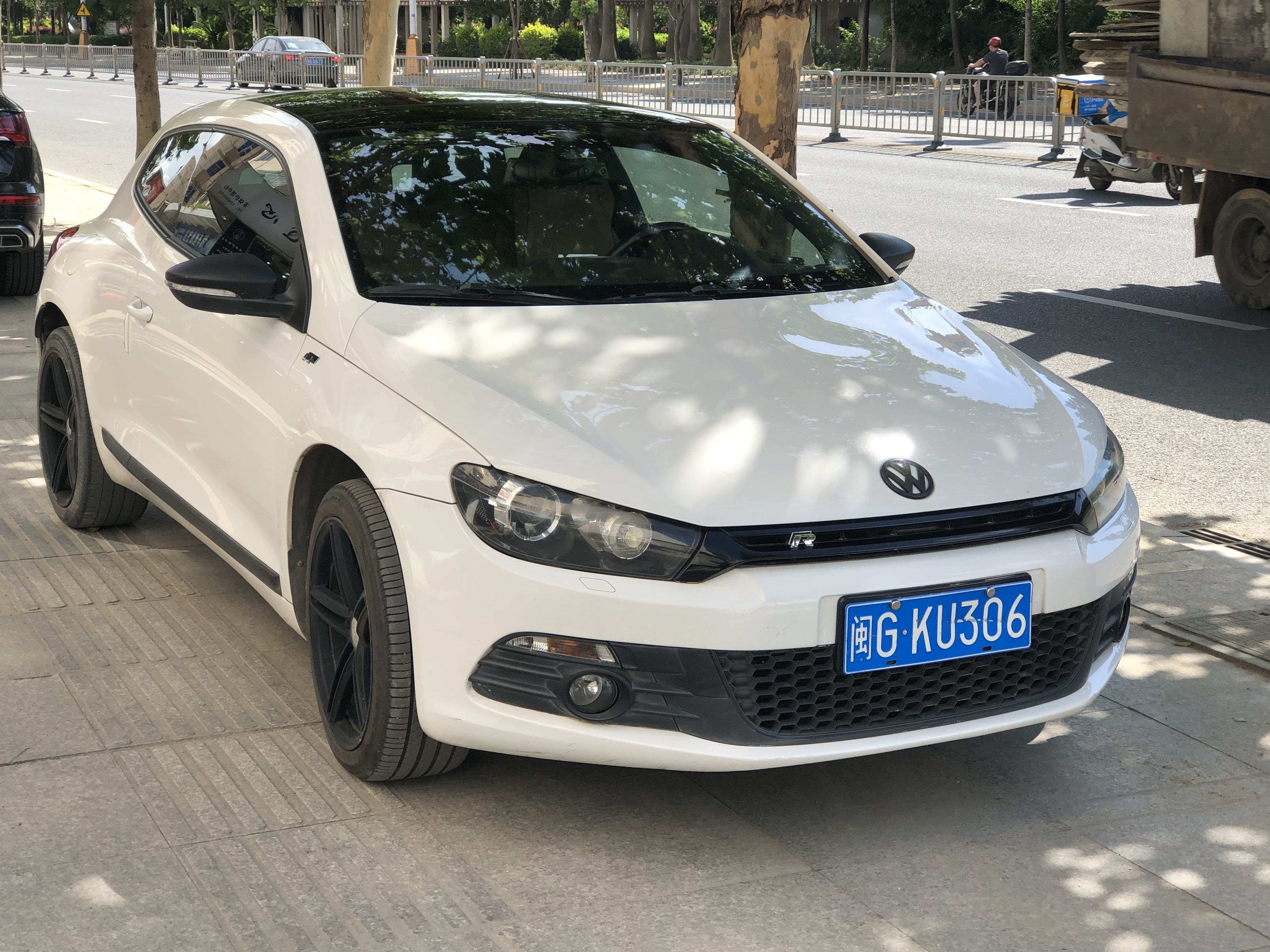
Volkswagen Scirocco (2008—2014)
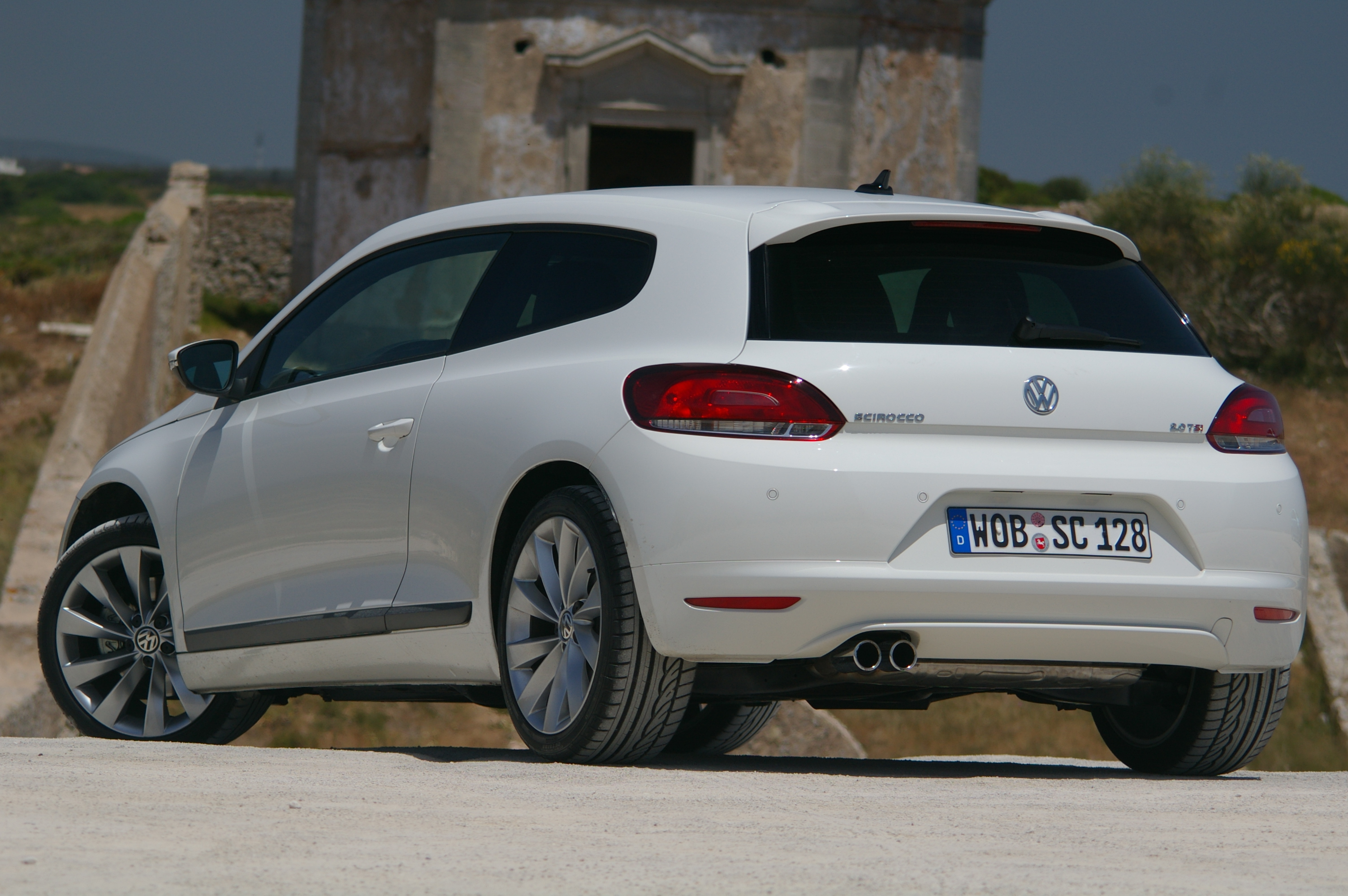
Вид сзади
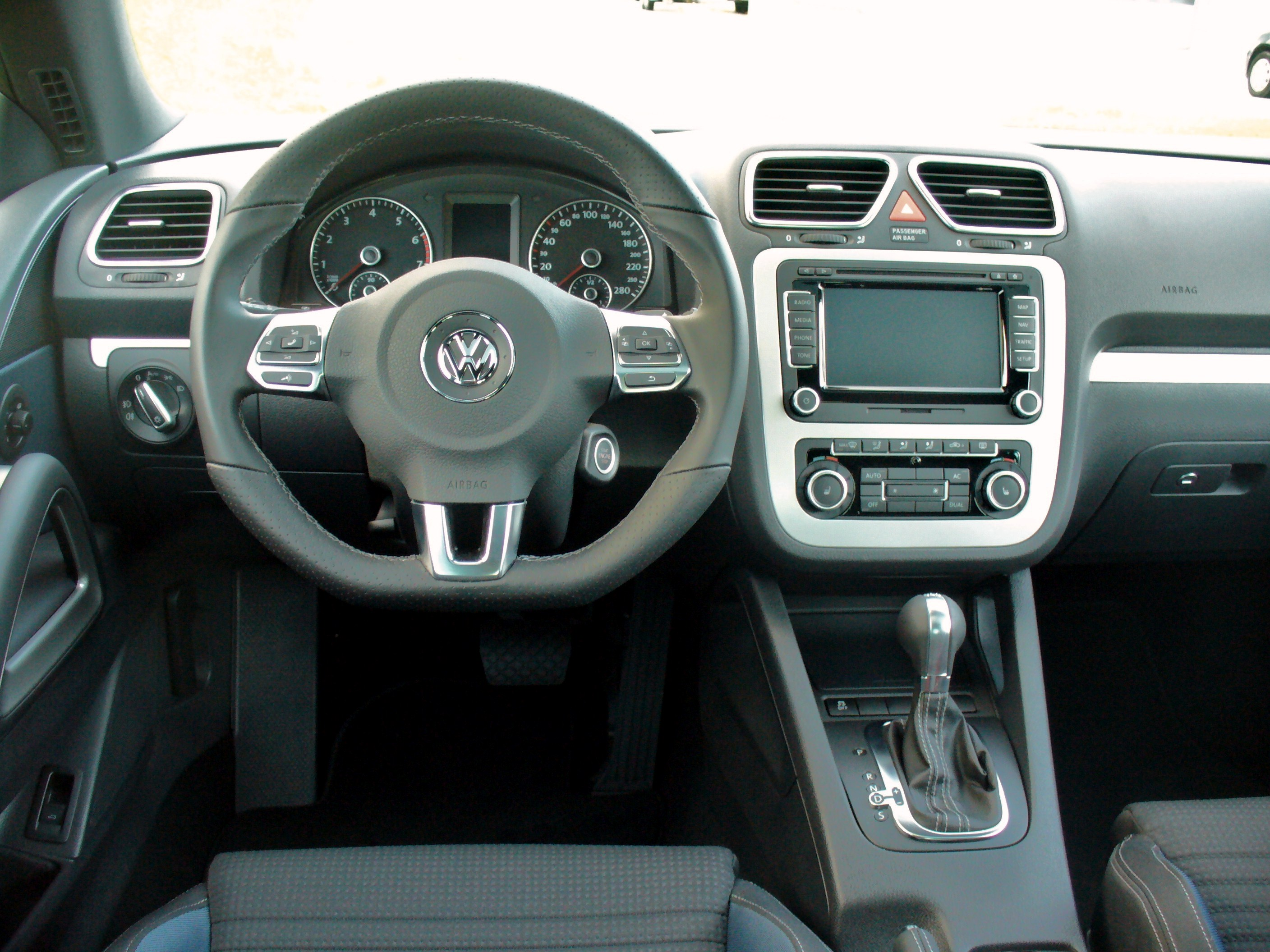
Салон